# Supersonic Man
Supersonic Man es una película española de superhéroes de 1979 dirigida por Juan Piquer Simón.

## Argumento
Kronos, un extraterrestre humanoide (Richard Yesteran), ha sido enviado al planeta Tierra para ayudar a la humanidad contra sus propias amenazas. Al establecerse en la ciudad de Nueva York, se convierte en un superhéroe, Supersonic Man. Se enfrenta al nefasto Dr. Gulik (Cameron Mitchell) que planea dominar el mundo.

## Reparto
- Antonio Cantafora - Paul (en créditos Michael Coby)
- Cameron Mitchell - Dr. Gulik
- Diana Polakov - Patricia Morgan
- Frank Braña - Peterson
- José María Caffarel - Professor Morgan (en créditos  John Caffarel)
- José Luis Ayestarán - Kronos / Supersonic (en créditos  Richard Yesteran)

## Producción
Tras el éxito de Viaje al centro de la Tierra, el director recibió algunas ofertas para hacer más películas con efectos especiales. La que más le interesó fue una propuesta Italo-americana para hacer Capitán Electric. Le pareció un auténtico reto técnico y decidió aceptarlo. Lo primero fue cambiarle el nombre ya que le sonaba a electrodoméstico y eligieron el nombre de Flash Man. Al poco recibieron una protesta de la productora de Dino de Laurentiis por la similitud que tenía con el título de su proyecto de hacer Flash Gordon. Cambiaron otra vez el nombre por el de Supersonic Man.
El superhéroe, a diferencia de muchos otros, cambia totalmente su cuerpo por lo que fue necesario utilizar dos actores, ya que el director nunca se ha creído que la gente no identifique a Superman con Clark Kent. Para el director un héroe es más héroe cuanto más malo es el malo. Quiso hacer un homenaje a un personaje llamado el doctor Satán y a su robot asesino llamado "El tanque humano" de las películas de Republic Pictures, aunque distinguió al malo con un uniforme negro como el de los Schutzstaffel. El ataque a la base tecnológica se filmó en la Estación de Seguimiento de Satélites de Telefónica en Buitrago del Lozoya.
Los efectos especiales de la película fueron un verdadero reto no solo técnico sino personal. Era recurrir en una sola película a todos los tipos de efectos existentes por aquel entonces, partiendo de unas infraestructuras casi inexistentes. El vuelo de Supersonic fue lo más complicado, para realizarlo compraron un equipo de front projection en Alemania, con el que se rodó Das Boot (película) de Wolfgang Petersen. El rodaje de los 112 efectos que componen la película duró nueve meses con jornadas de 10 y 12 horas diarias, algo que nunca se había realizado en España. Los diseños de las naves son del propio director, con la colaboración de dos maquetistas aficionados. Se rodaron fotograma a fotograma con un banco de animación que pesaba más de 100 kilos en jornadas de 10 horas para conseguir 5 segundos útiles.

## Distribución
En noviembre de 2009 fue lanzada en DVD y posteriormente el 14 de julio de 2010 fue lanzada dentro del pack El Cine Fantástico de Juan Piquer Simón.
Actualmente forma parte del catálogo de la plataforma de cine en línea FlixOlé.